# Эссати Андрельо, Рикардо
Рикардо Эссати Андрельо (исп. Ricardo Ezzati Andrello; род. 7 января 1942, Кампилья-де-Беричи, Виченца, Италия) — чилийский кардинал, салезианец. Епископ Вальдивии с 28 июня 1996 по 10 июля 2001. Вспомогательный епископ Сантьяго с 10 июля 2001 по 27 декабря 2006. Архиепископ Консепсьона с 27 декабря 2006 по 15 декабря 2010. Архиепископ Сантьяго и примас Чили с 15 декабря 2010 по 23 марта 2019. Кардинал-священник с титулом церкви Сантиссимо-Реденторе-а-Валь-Мелаина с 22 февраля 2014.